# Marmaroxylon ocumarense
Marmaroxylon ocumarense là một loài thực vật có hoa trong họ Đậu. Loài này được (Pittier) L.Rico mô tả khoa học đầu tiên.